# Alsting
Alsting (fràncic lorenès Alschtinge) és un municipi francès situat al departament del Mosel·la i a la regió del Gran Est. L'any 2007 tenia 2.739 habitants.

## Demografia

### Població
El 2007 la població de fet d'Alsting era de 2.739 persones. Hi havia 1.127 famílies, de les quals 249 eren unipersonals (131 homes vivint sols i 118 dones vivint soles), 415 parelles sense fills, 376 parelles amb fills i 87 famílies monoparentals amb fills.
La població ha evolucionat segons el següent gràfic:
Habitants censats

### Habitatges
El 2007 hi havia 1.172 habitatges, 1.134 eren l'habitatge principal de la família, 13 eren segones residències i 25 estaven desocupats. 980 eren cases i 187 eren apartaments. Dels 1.134 habitatges principals, 912 estaven ocupats pels seus propietaris, 164 estaven llogats i ocupats pels llogaters i 59 estaven cedits a títol gratuït; 7 tenien una cambra, 46 en tenien dues, 143 en tenien tres, 209 en tenien quatre i 728 en tenien cinc o més. 1.051 habitatges disposaven pel capbaix d'una plaça de pàrquing. A 482 habitatges hi havia un automòbil i a 541 n'hi havia dos o més.

### Piràmide de població
La piràmide de població per edats i sexe el 2009 era:
| Homes | Edats   | Dones |
| ----- | ------- | ----- |
| 0     | 95 o +  | 4     |
| 0     | 90 a 94 | 0     |
| 0     | 85 a 89 | 4     |
| 8     | 80 a 84 | 24    |
| 4     | 75 a 79 | 12    |
| 44    | 70 a 74 | 72    |
| 84    | 65 a 69 | 52    |
| 80    | 60 a 64 | 108   |
| 68    | 55 a 59 | 68    |
| 64    | 50 a 54 | 84    |
| 124   | 45 a 49 | 112   |
| 124   | 40 a 44 | 136   |
| 136   | 35 a 39 | 124   |
| 88    | 30 a 34 | 108   |
| 48    | 25 a 29 | 80    |
| 60    | 20 a 24 | 92    |
| 108   | 15 a 19 | 68    |
| 112   | 10 a 14 | 80    |
| 84    | 5 a 9   | 104   |
| 52    | 0 a 4   | 44    |

## Economia
El 2007 la població en edat de treballar era de 1.941 persones, 1.352 eren actives i 589 eren inactives. De les 1.352 persones actives 1.252 estaven ocupades (711 homes i 541 dones) i 99 estaven aturades (43 homes i 56 dones). De les 589 persones inactives 160 estaven jubilades, 145 estaven estudiant i 284 estaven classificades com a «altres inactius».

### Ingressos
El 2009 a Alsting hi havia 1.089 unitats fiscals que integraven 2.719 persones, la mediana anual d'ingressos fiscals per persona era de 20.576,5 €.

### Activitats econòmiques
Dels 48 establiments que hi havia el 2007, 9 eren d'empreses de construcció, 15 d'empreses de comerç i reparació d'automòbils, 2 d'empreses de transport, 3 d'empreses d'hostatgeria i restauració, 2 d'empreses d'informació i comunicació, 2 d'empreses financeres, 6 d'empreses de serveis i 9 d'entitats de l'administració pública.
Dels 13 establiments de servei als particulars que hi havia el 2009, 1 era una oficina de correu, 1 una oficina bancària, 2 tallers de reparació d'automòbils i de material agrícola, 1 paleta, 3 guixaires pintors, 1 fusteria, 1 lampisteria, 1 electricista i 2 restaurants.
Dels 2 establiments comercials que hi havia el 2009, 1 era una gran superfície de material de bricolatge i 1 una botiga de menys de 120 m².
L'any 2000 a Alsting hi havia 4 explotacions agrícoles.

## Equipaments sanitaris i escolars
El 2009 hi havia 1 escola maternal i 1 escola elemental.

## Poblacions més properes
El següent diagrama mostra les poblacions més properes.